# Angeliño
José Ángel Esmorís Tasende, mer känd som Angeliño, född 4 januari 1997 i Coristanco, är en spansk fotbollsspelare som spelar för Roma.

## Karriär
Den 15 juni 2018 värvades Angeliño av PSV Eindhoven, där han skrev på ett femårskontrakt.
Den 3 juli 2019 köptes Angeliño tillbaka till Manchester City för ca 12 miljoner kronor. Han skrev på ett fyraårskontrakt. Den 31 januari 2020 lånades Angeliño ut till tyska RB Leipzig på ett låneavtal över resten av säsongen 2019/2020. Den 8 september 2020 meddelade Manchester City att låneavtalet förlängdes över säsongen 2020/2021. Den 12 februari 2021 blev det en permanent övergång till RB Leipzig för Angeliño som skrev på ett kontrakt fram till 2025.
Den 8 augusti 2022 lånades Angeliño ut till 1899 Hoffenheim på ett säsongslån. Den 13 juli 2023 lånades han ut till turkiska Galatasaray på ett säsongslån. Den 30 januari 2024 lånades Angeliño istället ut till italienska Roma på ett låneavtal över resten av säsongen med en köpoption inkluderad. I maj 2024 utnyttjade Roma köpoptionen och värvade Angeliño på en permanent övergång.